# Вогнева позиція

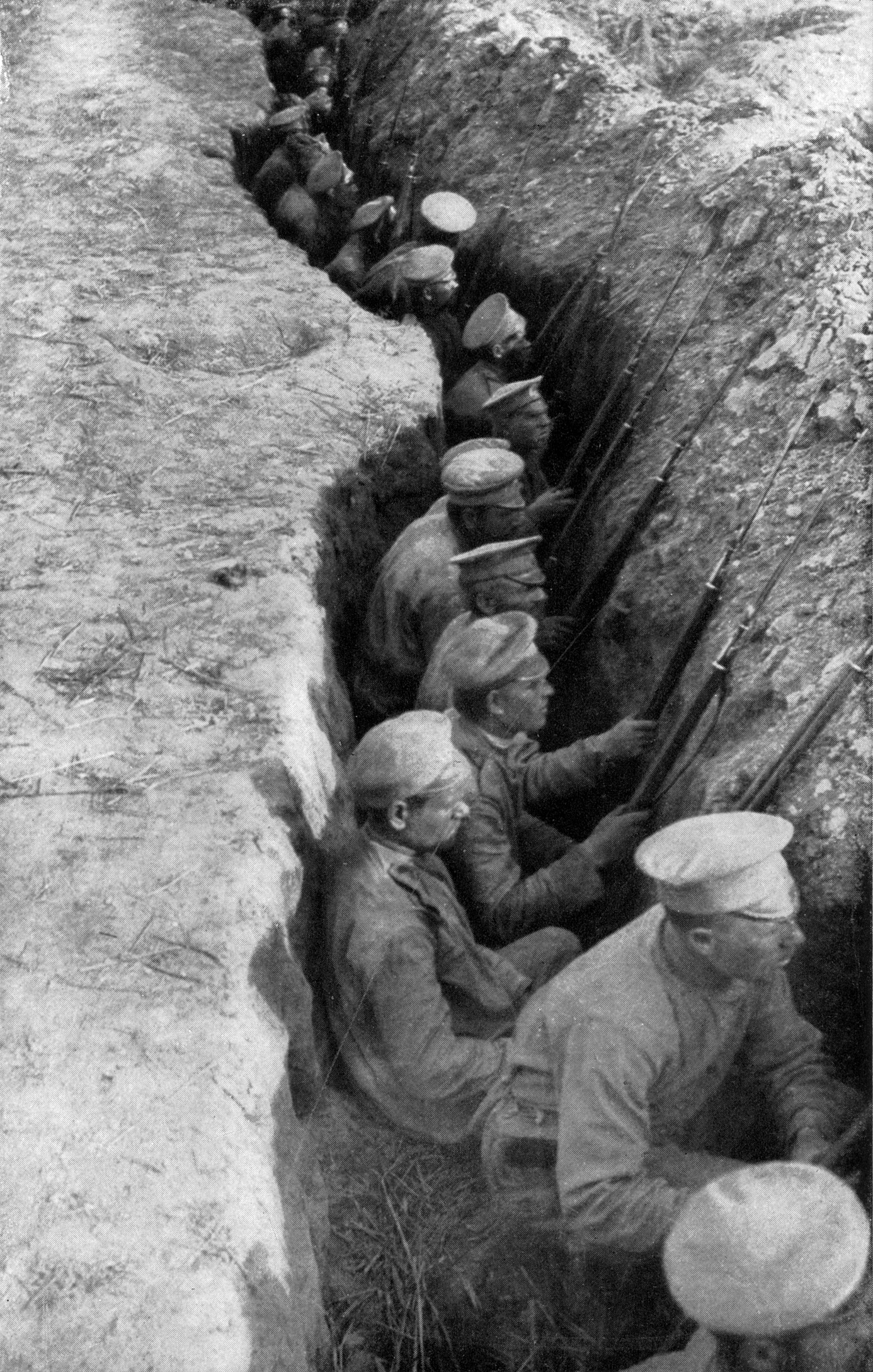
Російські стрільці в окопі. Перша світова війна

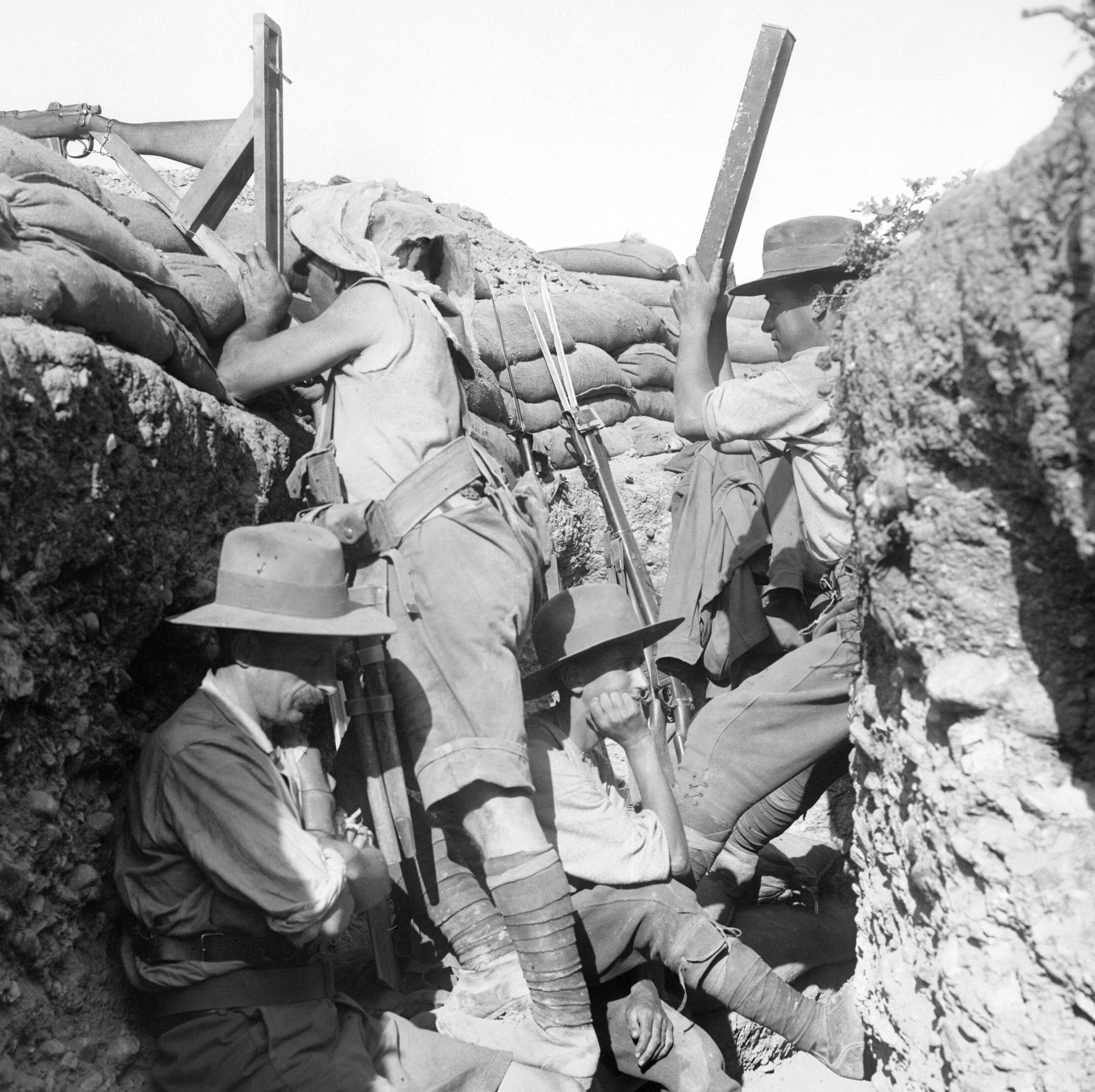
Вогнева позиція снайпера. Дарданельська операція. Галіполійський півострів. Османська імперія. Перша світова війна. 1916

Вогнева́ пози́ція (ВП) — ділянка місцевості, зайнята або підготовлена до заняття одним або декількома кулеметами, гарматами, мінометами, танками, реактивними системами залпового вогню  для ведення вогню тощо. Вогневі позиції поділяються на основні, тимчасові і запасні, які відповідно призначаються для виконання основних вогневих завдань, часткових (окремих) завдань і на випадок необхідності здійснення маневру або вимушеного залишення основної вогневої позиції.
З метою введення противника в оману відносно кількості та місць розташування вогневих засобів обладнувалися хибні вогневі позиції. Вогневі позиції розрізняють на закриті, розташовані за піднесеністю, лісом та іншими укриттями, та відкриті, призначені для стрільби прямим наведенням.
Вогневі позиції вибираються з урахуванням виконуваних завдань, умов місцевості, обладнуються в інженерному плані й маскуються.

## Зовнішні джерела
- Огневая позиция [Архівовано 21 серпня 2008 у Wayback Machine.]
- Подготовка снайпера. Выбор огневой позиции и её оборудование. [Архівовано 18 квітня 2009 у Wayback Machine.]
- Окоп мотострелкового отделения Советской Армии [Архівовано 19 грудня 2008 у Wayback Machine.]
- Одиночные стрелковые окопы